# Royaume de Chypre
1192–1489
Entités précédentes :
- Chypre (Empire byzantin)

Entités suivantes :
- Chypre vénitienne

Le royaume franc (ou latin) de Chypre est l'État latin d'Orient le plus récent quant à sa création, et celui qui subsista le plus longtemps (de 1192 à 1489), grâce à sa situation insulaire. Le qualificatif de « franc » vient du nom donné en Orient, aussi bien par les Romains (Φράγγοι) que par les Turcs et les Arabes (Franghi), aux Occidentaux en général (en référence à l'Empire franc de Charlemagne). L'adjectif « latin » fait référence à la langue liturgique de l'Église catholique à laquelle appartenaient les Francs.

## Histoire
Durant le premier siècle des croisades, Chypre est un thème (θέμα) byzantin. En 1184, Isaac Doukas Comnène, gouverneur de Cilicie, qui a déjà tenté de s'y rendre indépendant, doit se réfugier à Chypre. Avec de fausses patentes impériales, il se fait reconnaître gouverneur de l'île par les autorités locales ; il rompt rapidement les liens avec Constantinople, puis se proclame empereur. L'Empire tente de reprendre le contrôle de Chypre, mais la marine byzantine est repoussée par une escadre envoyée par le roi de Sicile Guillaume II le Bon.
Au cours de la troisième croisade, Richard Cœur de Lion, dérouté par une tempête, aborda Chypre, où Isaac Comnène réquisitionne l'une de ses nefs en paiement de droits d'escale. Richard fait débarquer son armée et bat sans difficulté Isaac Comnène, puis occupe rapidement l'île (fin mars 1191). Embarassé par sa conquête, Richard la vend à l'ordre du Temple, qui réprime durement l'insurrection mais rend l'île à Richard, qui doit lui restituer leur argent (plus un paiement pour la répression contre les Grecs). Finalement, Richard revend l'île à Guy de Lusignan, chassé du royaume de Jérusalem par ses propres barons. Guy s'y installe avec trois cents chevaliers et deux cents écuyers qui viennent d'être dépossédés de leurs biens par les conquêtes de Saladin sur le continent.
Guy de Lusignan meurt en avril 1194 : son frère Amaury lui succède. Administrateur sage et adroit, il commence par redistribuer les fiefs pour constituer un domaine royal suffisant. Il s'occupe ensuite de l'administration religieuse : il négocie avec le Saint-Siège la création d'un archevêché latin à Nicosie et de trois évêchés à Paphos, Limassol et Famagouste. Enfin, il clarifie le statut juridique de l'île : son frère Guy a été roi à titre personnel et investi par l'Angleterre, lui est seulement seigneur de l'île. Amaury s'adresse au Saint-Siège et à l'Empire, et obtient en 1195 de l'empereur Henri VI le titre de roi de Chypre. Par mariage, Amaury devient également roi de Jérusalem, mais sa mort en 1205 met un terme à cette union personnelle. Son fils Hugues Ier lui succède à Chypre, mais meurt lui-même à l'âge de 23 ans en 1218, laissant un fils âgé de neuf mois, Henri Ier. La reine mère, Alix de Champagne, confie la régence à Philippe d'Ibelin, auquel succède Jean d'Ibelin en 1227.
Le 21 juillet 1228, l'empereur Frédéric II, à la tête de la sixième croisade, débarque à Limassol. En tant que suzerain du Royaume, il réclame la régence. Ce comportement autoritaire lui vaut l'hostilité de la noblesse et la guerre des Lombards commence entre les représentants de l'empereur, d'une part, et les barons de Chypre et de Syrie d'autre part, pour ne prendre fin qu'en 1233 par la victoire des barons conduits par Henri Ier, qui vient d'atteindre la majorité, et Jean d'Ibelin. En 1247, le pape Innocent IV relève le Royaume de tout hommage vis-à-vis du Saint-Empire. Henri Ier meurt en 1253, puis son fils Hugues II en 1267. La couronne passe alors à son cousin Hugues III.
Hugues III hérite également du royaume de Jérusalem et tente de combattre pour sa sauvegarde, mais face à l'opposition de certains barons partisans de Charles d'Anjou et à celle des barons latins de Chypre, qui déclarent ne pas devoir le servir en dehors de l'île, doit y renoncer. Son fils Henri II de Chypre réussit à se faire reconnaître roi de Jérusalem, mais ne peut empêcher la prise de Saint-Jean-d'Acre en 1291 par les Mamelouks, marquant la fin du royaume de Jérusalem.
À Chypre même, commence alors une période de querelles entre le roi et les nobles du Royaume, où l'on voit des rois détrônés (Henri II) ou assassinés (Amaury II, Pierre Ier) et le royaume de Chypre perdre son indépendance sous forme de protectorat génois, puis vénitien. Venise finit par détrôner la dernière reine, Catherine Cornaro, en 1489, et garde l'île durant 82 ans.

## Rois de Chypre
- Guy (1192–1194)
- Aimery (1194–1205)
- Hugues Ier (1205–1218)
- Henri Ier (1218–1253) (le Gros)
- Hugues II (1253–1267)
- Hugues III (1267–1284)
- Jean Ier (1284–1285)
- Henri II (1285–1324)

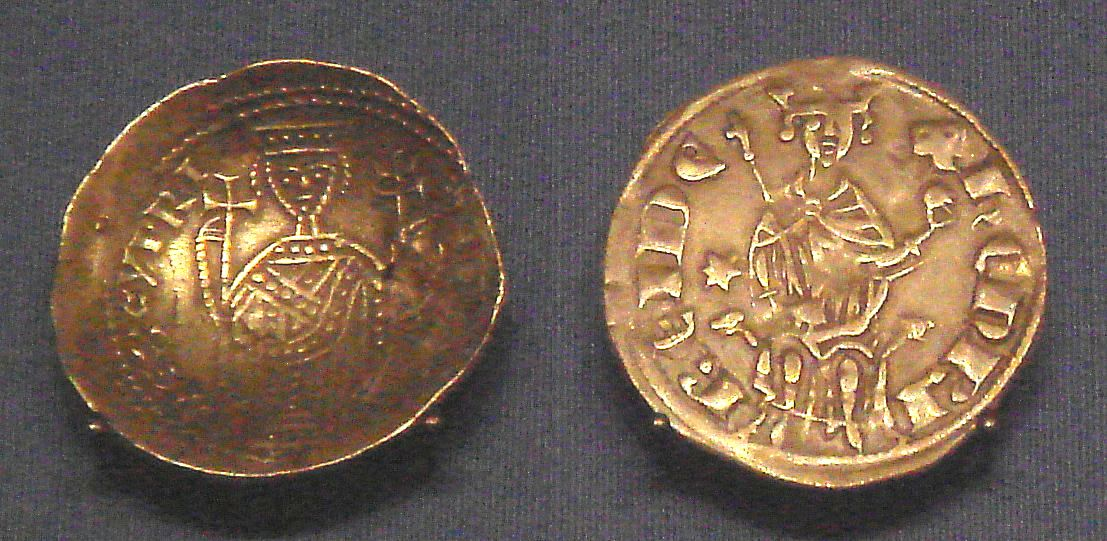

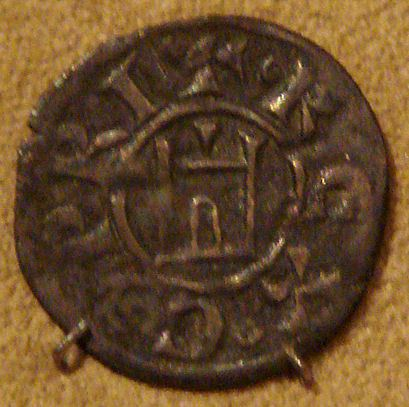
Pièce du royaume de Chypre, XIIIe siècle.

  - Amaury II de Chypre (1306–1310), régent
- Hugues IV (1324–1359)
- Pierre Ier (1359–1369)
- Pierre II (1369–1382) (Perrin)
- Jacques Ier (1382–1398)
- Janus (1398–1432)
- Jean II (1432–1458)
- Charlotte (1458–1464 et 1459–1464 avec son mari Louis de Genève)
- Jacques II (1464–1473) (Jacques le Bâtard)
- Jacques III (1473–1474)
- Catherine Cornaro (1474–1489)

## Armoiries
Burelé d'argent et d'azur, au lion de gueules, armé, lampassé et couronné d'or, brochant sur le tout.

## Institutions
Elles sont identiques à celle du royaume de Jérusalem et suivent de la même manière ses Assises. La différence majeure entre les institutions de ces deux royaumes est qu'à Jérusalem, les nobles ont commencé à se créer des fiefs avant que le royaume n'existe tandis qu'à Chypre, c'est le roi qui a préexisté à la noblesse et qui lui a distribué des fiefs, d'où des pouvoirs royaux plus étendus qu'à Jérusalem.

### Sources
- René Grousset, L'Empire du Levant : Histoire de la Question d'Orient, Paris, Payot, coll. « Bibliothèque historique », 1949 (réimpr. 1979), 648 p. (ISBN 978-2-228-12530-7).
- Louis de Mas Latrie, Histoire de l'île de Chypre sous le règne des princes de la maison de Lusignan, 1852-1861 (lire en ligne)